# Гемангіома
Гемангіома — доброякісна пухлина, за походженням пов'язана з вадами формування судинної системи. Може бути: артеріальною, капілярною, венозною, кавернозною та змішаною. Спостерігається у шкірі, підшкірній клітковині, м'язах, кістках, внутрішніх органах.

## Класифікація

### Кістки нижньої щелепи
Виділяють власне кісткові, переважно м'якотканинні та змішані гемангіоми. При кістковій формі відбувається остеокластичне розсмоктування частини губчастої кістки, реактивне створення потужніших кісткових балок, частіше у нижній щелепі. Ускладненнями гемангіом можуть бути досить сильні, часом профузні, кровотечі, зміщення постійних зубів.
Для диференційної діагностики дуже важливу роль відіграє ангіографія. М'ягкотканинні гемангіоми викликають прогенію, порушення змикання зубних рядів, макроглосію без перебудови кісткової структури щелеп, утворення флеболітів.

## Лікування
Лікування залежить від виду гемангіоми, її розмірів та розташування.
Для лікування застосовують кріотерапію, введення склерозуючих препаратів та електрокоагуляцію.
Хірургічне лікування полягає у розсіченні гемангіоми. Видалення глибоко розміщених та великих гемангіом пов'язане з ризиком масованої кровотечі, тому з профілактичною метою роблять попередню перев'язку артерій, що живлять пухлину, прошивання та обшивання гемангіом.
Для лікування Гемангіоми немовлят (infantile hemangioma) в Європі широко застосовується безопераційне лікування пропранололом (Анаприліном), з дозуванням 2 мг\кг ваги дитини. Механізм впливу препарату на гемангіому не з'ясований, проте препарат має високу ефективність, підтверджену також у Російській Федерації. Так, з 2011 року в ДГКБ св. Володимира Першого Московського медичного університету імені Сєчєнова для лікування даної патології почав застосовуватися пропранолол. Проліковано 84 дитини віком від 1 міс. до 2 років. З них гемангіома у білявушно-жувальній області була у 28 дітей; в області носа — 11 пацієнтів; в орбітальній області — 14 хворих; в області верхньої й нижньої губ — 12 пацієнтів; у шийній області 5 хворих; у 14 дітей дитяча гемангіома вражала кілька анатомічних областей.
Раніше 58 пацієнтів (69 %) отримували різні види лікування: гормонотерапія, склерозування спиртом, склерозування Фібровейна, застосування лазера, кріодеструкція, рентгенотерапія, що викликало бурхливе зростання гемангіоми та погіршення загального стану дітей. Пацієнтам перед початком лікування проводилися дослідження: фотодокументація з використанням метричної шкали з подальшою щотижневою оцінкою змін розмірів гемангіоми, кардіологічне (ЕКГ, ехокардіографія, холтерівське моніторування, вимірювання АТ), фіброларінгоскопії, рівень глюкози в крові, ультразвукове дослідження з допплерографією. Комп'ютерну томографію з контрастуванням, з подальшою 3D реконструкцією, виконували в тому випадку, якщо за даними УЗД неможливо було визначити розміри гемангіоми і обсяг уражених тканин новоутворенням.
Лікування пропранололом проводилося в дозуванні 2 мг/кг на добу тривалістю до 8 місяців. У результаті проведеного лікування отримано гарні результати у 76 пацієнтів (90,5 %), задовільні у 7 дітей (8,3 %) і негативний — 1 хворий (1,2 %). Ускладнення у вигляді скороминущої брадикардії були у 23 пацієнтів з кінцевим хорошим результатом лікування. Таким чином, застосування пропранололу для лікування дітей з дитячими гемангіомами дозволяє досягати в переважній більшості випадків хороших косметичних і функціональних результатів. (Джерело — «http://archderm.jamanetwork.com/article.aspx?articleid=1105192» [Архівовано 15 січня 2014 у Wayback Machine.], «http://гемангиома.рф/применение-пропранолола-в-лечении-де/»).